# 2601 Bologna
2601 Bologna је астероид главног астероидног појаса чија средња удаљеност од Сунца износи 3,129 астрономских јединица (АЈ).
Апсолутна магнитуда астероида је 11,2 а геометријски албедо 0,162.